# L'Arc〜en〜Ciel LIVE 2018 L'ArChristmas
『L'Arc〜en〜Ciel LIVE 2018 L'ArChristmas』（ラルク アン シエル ライブ にせんじゅうはち ラルクリスマス）は、日本のロックバンド、L'Arc〜en〜Cielが2018年に開催したコンサートおよび、それを収録したライブビデオ。

## コンサート

### 概要
「L'Arc〜en〜Ciel LIVE 2018 L'ArChristmas」は、L'Arc〜en〜Cielが2018年12月19日・20日に東京ドームで開催した約1年8ヶ月ぶりとなるライブ。本公演はタイトルが示すように、クリスマスをひとつのテーマとしており、L'Arc〜en〜Cielが開催する公演としては初のクリスマスライブとなった。また、ライブ開催に先駆け、同年12月12日から12月17日までの6日間にわたり、東京・代々木公園内の「青の洞窟」に隣接するイベント広場において、期間限定イベント「L'ArChristmas Park」が催されている。
ステージセットは、メインステージとセンターステージに加え、花道にはスライディングステージが設置されている。また、メインステージの中央には、白い大木を模したセットと、それを囲うようにクリスタルを模したセットが設置され、両サイドには高さ15ｍのクリスマスツリーが組まれている。他にもサンタクロースに扮したダンサーを登場させるなど、クリスマスライブならではの演出が随所に取り入れられている。
セットリストは、前年にバンド結成25周年を記念し行ったライブ「25th L'Anniversary LIVE」を開催するにあたり、ファンから募集した演奏曲リクエストのリストから、hydeが＜冬＞や＜雪＞をテーマとした楽曲を選び構成している。ファンからのリクエストを反映させたこともあり、近年演奏されなくなった楽曲が多数セットリストに組み込まれることとなった。今回演奏した楽曲では、「静かの海で」が約22年ぶり、「Dearest Love」「I Wish」が約21年ぶり、「twinkle, twinkle」が約13年ぶり、「接吻」「雪の足跡」が約10年ぶりの披露となった。また、「DIVE TO BLUE」はライブツアー「20th L'Anniversary TOUR」の名古屋初日公演以来、「snow drop」は「20th L'Anniversary LIVE」の2日目公演以来、約7年ぶりにライブ披露されている。
ライブグッズは、Tシャツやタオルといった定番アイテムから、メンバープロデュースのグッズが販売されている。なお、今回のライブから、hydeが2017年に設立したアパレルブランド「SWITCHBLADE」とコラボレーションしたグッズが販売されている。他にも、tetsuyaプロデュースによるステンレスボトルブランド「S'well」とのコラボボトルや、yukihiroプロデュースによるドアラと漫画・アニメ『ポプテピピック』とのコラボポチ袋「ドアラルクソアニメピピック コラボポチ袋」が販売されている。また、会場限定で文明堂（カステラ）、青野総本舗（栗入りどら焼き）とのコラボレーション商品が販売された。さらに会場では、ソニーエンジニアリングが開発したリストバンド型ライト「FreFlow」の独自バージョンである「L'ed」が来場者に無料配布されている。このリストバンドが無料配布されたのは、前年に開催したバンド結成25周年ライブ「25th L'Anniversary LIVE」以来3度目のこととなる。
なお、本公演は日本国内50館の映画館で生中継された他、台湾、香港、韓国の映画館でもライブビューイングが実施されている。また、本公演の4日後となる2018年12月24日放送のTBS系番組『CDTVスペシャル！クリスマス音楽祭2018』において、本公演の一部映像に加え、hydeとtetsuyaのインタビューが放送されている。そして、2019年1月からは、本公演の裏側に密着したドキュメンタリー番組『Documentary of LIVE 2018 L'ArChristmas』が動画配信サービスサイト、Paraviにおいて3ヶ月連続で期間限定配信された（詳細は後述参照）。
さらに、2019年3月27日には、本公演の模様がWOWOWプライムにてダイジェスト放送された。同年4月1日からはParaviでも1ヶ月限定で本公演の模様が配信されている。
ちなみに、本公演の企画・制作は、世界最大のコンサートプロモーターであるライブ・ネイションの日本支社、ライブネーションジャパンが担当している。これまでのライブでは、バンドの所属事務所であるMAVERICKが運営に加え企画・制作まで担当していた。ただ、tetsuyaに「アーティストとの信頼関係が保てるライブ制作体制を目指したい」という強い思いがあり、2017年に開催したライブ「25th L'Anniversary LIVE」の終演後に、所属事務所の代表である大石征裕とtetsuyaが協議し、新たな提携先を見つけることを決めたという。こういった過程を経て、今回のライブ制作の体制変更に至っている。また、tetsuyaの「すべてをガラス張りにするためにも一緒に組む制作会社はコンペによって決定したい」という考えもあり、複数のプロモーターと交渉したうえでライブ・ネイションとの提携を決定している。この体制変更により、本公演以降に開催したすべてのライブにライブ・ネイションが企画・制作として携わることとなった。そして今回、興行主体が変わったことにより、PA、照明、制作、舞台、各種システム担当など、ほとんどのスタッフを一新したうえでライブ制作が行われている。そのため、本公演は＜L'Arc〜en〜Cielのライブ制作の一つの転換点＞になったといえる。ただ、MAVERICKがL'Arc〜en〜Cielの音源の著作権などを保有していることもあってか、2018年以降もバンドは所属事務所を変えておらず、ライブの運営会社としてもMAVERICKと引き続き契約を続けている。余談だが、本公演で新たにL'Arc〜en〜Cielのライブ制作に携わった一部のスタッフは、動画配信サービスサイト、Paraviで放送された後述のドキュメンタリー番組に登場しており、今回のライブ制作についてコメントを残している。
ライブの興行主体を変えた最初の公演となった今回のライブについて、大石は「新しい刺激が加わり、演出面においてもとても素晴らしい仕上がりになったと思っている」と述べている。また、L'Arc〜en〜Cielの共同プロデューサーを務める岡野ハジメは、本公演を観賞し、「ビックリするぐらい音が良くて、"音、良くない？"って（斎藤）仁ちゃんに思わず叫んじゃいました。今までアリーナやドームで観た内外のアーティストのコンサートの中で、一番良かったですね」「普通、巨大会場はベースの音がワンワンいっちゃってほとんど何やってるかわからないんですけど、ベースのフレーズもバッチリ聴こえて、その上に乗っかるギターの音が本当に美しくて…。俺はニール・ヤングが大好きなんですけど、これは俺にとってニール・ヤング級に美しいギターの音色だと思いました。そして、kenちゃんのギターは本当にいい！というのがドームで感じられたのが、俺には奇跡でしたね」と感想を述べている。

### 演奏曲
| 演奏順 | 12月19日               | 12月20日               |
| ------ | ---------------------- | ---------------------- |
| 1      | winter fall            | winter fall            |
| 2      | Caress of Venus        | Caress of Venus        |
| 3      | snow drop              | snow drop              |
| 4      | BLESS                  | BLESS                  |
| 5      | 接吻                   | 接吻                   |
| 6      | fate                   | fate                   |
| 7      | Dearest Love           | Dearest Love           |
| 8      | MY HEART DRAWS A DREAM | MY HEART DRAWS A DREAM |
| 9      | Hurry Xmas             | Hurry Xmas             |
| 10     | Driver's High          | Driver's High          |
| 11     | DIVE TO BLUE           | DIVE TO BLUE           |
| 12     | 未来世界               | 未来世界               |
| 13     | 静かの海で             | 静かの海で             |
| 14     | trick                  | trick                  |
| 15     | X X X                  | X X X                  |
| 16     | Wings Flap             | Wings Flap             |
| 17     | Link                   | Link                   |
| 18     | White Feathers         | White Feathers         |
| 19     | Don't be Afraid        | Don't be Afraid        |
| 20     | twinkle, twinkle       | twinkle, twinkle       |
| 21     | I Wish                 | I Wish                 |
| 22     | 雪の足跡               | 雪の足跡               |

### その他
- チケット料金は全席指定11,000円、ウィング追加席10,000円。ライブビューイングは全席指定4,000円。